# الزهراء (تونس)
الزهراء (به عربی: الزهراء) یک منطقهٔ مسکونی در تونس است که در استان بن عروس واقع شده است.
الزهراء ۳۴٬۹۶۲ نفر جمعیت دارد.